# Seconda Divisione 1941-1942
La Seconda Divisione 1941-1942 è stato il V ed ultimo livello del XLI campionato italiano di calcio, il secondo a carattere regionale.
La gestione di questo campionato era affidata ai Direttori Regionali, che li organizzavano autonomamente, con la possibilità di ripartire le squadre su più gironi tenendo in alta considerazione le distanze chilometriche, le strade di principale comunicazione e i mezzi di trasporto dell'epoca.
Si tenga conto che siamo in pieno periodo di guerra, tutto è sospeso o quasi.

## Piemonte
Direttorio I Zona (Piemonte).

## Lombardia
Direttorio II Zona (Lombardia).

## Veneto
Direttorio III Zona (Veneto).

## Venezia Tridentina
Direttorio IV Zona (Venezia Tridentina = Trentino-Alto Adige).

## Venezia Giulia
Direttorio V Zona (Venezia Giulia).

## Liguria
Direttorio VI Zona (Liguria).

## Emilia
Direttorio VII Zona (Emilia).

## Toscana
Direttorio VIII Zona (Toscana).

## Marche
Direttorio IX Zona (Marche).

## Umbria
Direttorio X Zona (Umbria).

## Lazio
Direttorio XI Zona (Lazio).

## Abruzzi
Direttorio XII Zona (Abruzzi).

## Campania
Direttorio XIII Zona (Campania).

## Puglia
Direttorio XIV Zona (Puglia).

### Girone A

#### Squadre partecipanti
| Squadra                     | Città (provincia)             | Stagione precedente |
| --------------------------- | ----------------------------- | ------------------- |
| A.S. Cerignola              | Cerignola (FG)                |                     |
| U.S. Foggia (B=riserve)     | Foggia                        |                     |
| S.S. G.I.L. "Mario Falcone" | Foggia                        |                     |
| Ortanova                    | Orta Nova (FG)                |                     |
| U.S. San Ferdinando         | San Ferdinando di Puglia (FG) |                     |
| S.S.F. Drion                | San Severo (FG)               |                     |

#### Classifica finale
|  | Pos. | Squadra        | Pt      | G | V | N | P | GF | GS | QR |
|  | ---- | -------------- | ------- | - | - | - | - | -- | -- | -- |
|  | 1.   | Foggia (B)     | 12      | 6 | 6 | 0 | 0 | 19 | 2  |    |
|  | 2.   | San Ferdinando | 8       | 6 | 4 | 0 | 2 | 15 | 13 |    |
|  | 3.   | Cerignola      | 4       | 6 | 2 | 0 | 4 | 7  | 14 |    |
|  | 4.   | M. Falcone     | 0       | 6 | 0 | 0 | 6 | 3  | 15 |    |
|  | --   | Ortanova       | esclusa |   |   |   |   |    |    |    |
|  | --   | San Severo     | esclusa |   |   |   |   |    |    |    |

Legenda:

      Ammesso alle finali regionali.
Regolamento:

Due punti a vittoria, uno a pareggio, zero a sconfitta.
Pari merito in caso di pari punti.

### Girone B

#### Squadre partecipanti
| Squadra                       | Città (provincia)     | Stagione precedente |
| ----------------------------- | --------------------- | ------------------- |
| S.S. Armando Diaz (B=riserve) | Bisceglie (BA)        |                     |
| A.C. Aurora                   | Molfetta (BA)         |                     |
| U.S.F. Barletta (B=riserve)   | Barletta (BA)         |                     |
| A.S. S. Cognetti              | Bisceglie (BA)        |                     |
| S.S. G.I.L. Canosa            | Canosa di Puglia (BA) |                     |
| A.S. Trani (B=riserve)        | Trani (BA)            |                     |

#### Classifica finale
|  | Pos. | Squadra          | Pt | G  | V | N | P | GF | GS | QR    |
|  | ---- | ---------------- | -- | -- | - | - | - | -- | -- | ----- |
|  | 1.   | Barletta (B)     | 17 | 10 | 8 | 1 | 1 | 37 | 7  |       |
|  | 2.   | Cognetti         | 15 | 10 | 7 | 1 | 2 | 24 | 16 |       |
|  | 3.   | Armando Diaz (B) | 11 | 10 | 4 | 3 | 3 | 19 | 14 | 1,357 |
|  | 4.   | GIL Canosa       | 11 | 10 | 5 | 1 | 4 | 21 | 25 | 0,840 |
|  | 5.   | Trani (B) (-1)   | 3  | 10 | 2 | 0 | 8 | 15 | 26 |       |
|  | 6.   | Aurora (-1)      | 1  | 10 | 1 | 0 | 9 | 5  | 33 |       |

Legenda:

      Ammesso alle finali regionali.
Regolamento:

Due punti a vittoria, uno a pareggio, zero a sconfitta.
Pari merito in caso di pari punti.
Note:
Aurora e Trani (B) hanno scontato 1 punto di penalizzazione in classifica per una rinuncia.

### Girone C

#### Squadre partecipanti
| Squadra                          | Città (provincia)   | Stagione precedente |
| -------------------------------- | ------------------- | ------------------- |
| S.C. Aeroporto di Palese Macchie | Bari                |                     |
| U.S. Bari (B=riserve)            | Bari                |                     |
| S.S.F. Bitonto                   | Bitonto (BA)        |                     |
| U.S. Fulgor                      | Palo del Colle (BA) |                     |
| Giosué Poli                      | Molfetta (BA)       |                     |
| Palese                           | Palo del Colle (BA) |                     |
| A.S. Rubino                      | Grumo Appula (BA)   |                     |

#### Classifica finale
|  | Pos. | Squadra          | Pt      | G  | V | N | P | GF | GS | QR    |
|  | ---- | ---------------- | ------- | -- | - | - | - | -- | -- | ----- |
|  | 1.   | Aeroporto Palese | 21      | 11 | 9 | 3 | 2 | 34 | 8  |       |
|  | 2.   | Bari B (-1)      | 18      | 11 | 8 | 2 | 4 | 33 | 23 | 1,434 |
|  | 3.   | Fulgor Palo      | 18      | 11 | 8 | 2 | 4 | 25 | 18 | 1,388 |
|  | 4.   | Giosué Poli      | 15      | 11 | 6 | 3 | 5 | 18 | 20 |       |
|  | 5.   | Bitonto          | 14      | 11 | 6 | 2 | 6 | 27 | 27 |       |
|  | 6.   | Palese (-1)      | 11      | 11 | 5 | 1 | 8 | 18 | 22 |       |
|  | --   | AS Rubino        | esclusa |    |   |   |   |    |    |       |

Legenda:

      Ammesso alle finali regionali.
Regolamento:

Due punti a vittoria, uno a pareggio, zero a sconfitta.
Pari merito in caso di pari punti.
Note:
Bari (B) e Palese hanno scontato 1 punto di penalizzazione in classifica per una rinuncia.

### Girone D

#### Squadre partecipanti
| Squadra                        | Città (provincia) | Stagione precedente |
| ------------------------------ | ----------------- | ------------------- |
| U.S. Casamassima               | Casamassima (BA)  |                     |
| S.S. G.I.L. Ceglie del Campo   | Bari              |                     |
| Putignano                      | Putignano (BA)    |                     |
| S.S. N.U.F. Noicattaro         | Noicattaro (BA)   |                     |
| U.S. Risorgimento della G.I.L. | Bari              |                     |
| U.S. Rutigliano                | Rutigliano (BA)   |                     |

#### Classifica finale
|  | Pos. | Squadra          | Pt      | G | V | N | P | GF | GS | QR |
|  | ---- | ---------------- | ------- | - | - | - | - | -- | -- | -- |
|  | 1.   | Rutigliano       | 9       | 6 | 4 | 1 | 1 | 10 | 4  |    |
|  | 2.   | Casamassima      | 8       | 6 | 3 | 2 | 1 | 16 | 5  |    |
|  | 3.   | Risorgimento GIL | 7       | 6 | 3 | 1 | 2 | 22 | 7  |    |
|  | 4.   | NUF Noicattaro   | 0       | 6 | 0 | 0 | 6 | 0  | 32 |    |
|  | --   | Putignano        | esclusa |   |   |   |   |    |    |    |
|  | --   | Ceglie del Campo | esclusa |   |   |   |   |    |    |    |

Legenda:

      Ammesso alle finali regionali.
Regolamento:

Due punti a vittoria, uno a pareggio, zero a sconfitta.
Pari merito in caso di pari punti.

### Girone E

#### Squadre partecipanti
| Squadra                  | Città (provincia) | Stagione precedente |
| ------------------------ | ----------------- | ------------------- |
| S.S. G.I.L. Copertino    | Copertino (LE)    |                     |
| S.S. Gallipoli           | Gallipoli (LE)    |                     |
| A.S. Gladiator           | Lecce             |                     |
| U.S. Lecce (B = riserve) | Lecce             |                     |
| Lequile                  | Lequile (LE)      |                     |
| U.S. Rudia               | Lecce             |                     |
| Sannicola                | Sannicola (LE)    |                     |
| A.S. Squinzano           | Squinzano (LE)    |                     |

#### Classifica finale
|  | Pos. | Squadra        | Pt       | G  | V | N | P | GF | GS | QR    |
|  | ---- | -------------- | -------- | -- | - | - | - | -- | -- | ----- |
|  | 1.   | Squinzano      | 14       | 10 | 6 | 2 | 2 | 17 | 11 |       |
|  | 2.   | Lequile        | 11       | 10 | 4 | 3 | 3 | 27 | 13 | 2,076 |
|  | 3.   | SS Gallipoli   | 11       | 10 | 5 | 1 | 4 | 12 | 12 | 1,000 |
|  | 4.   | Gladiator (-1) | 9        | 10 | 4 | 2 | 4 | 16 | 12 | 1,333 |
|  | 5.   | Lecce B        | 9        | 10 | 4 | 1 | 5 | 12 | 14 | 0,857 |
|  | 6.   | Rudia (-1)     | 0        | 10 | 0 | 1 | 9 | 3  | 27 |       |
|  | --   | Sannicola      | ritirata |    |   |   |   |    |    |       |
|  | --   | Copertino      | esclusa  |    |   |   |   |    |    |       |

Legenda:

      Ammesso alle finali regionali.
Regolamento:

Due punti a vittoria, uno a pareggio, zero a sconfitta.
Pari merito in caso di pari punti.
Note:
Gladiator e Rudia hanno scontato 1 punto di penalizzazione in classifica per una rinuncia.

### Girone finale A

#### Classifica finale
|  | Pos. | Squadra        | Pt | G | V  | N  | P  | GF | GS | QR    |
|  | ---- | -------------- | -- | - | -- | -- | -- | -- | -- | ----- |
|  | 1.   | San Ferdinando | ?  | 6 | -- | -- | -- | -- | -- | ?,??? |
|  | 2.   |                | ?  | 6 | -- | -- | -- | -- | -- | ?,??? |
|  | 3.   |                | ?  | 6 | -- | -- | -- | -- | -- | ?,??? |

Legenda:

      Ammesso alla finalissima regionale.
Note:

Due punti a vittoria, uno a pareggio, zero a sconfitta.
Pari merito in caso di pari punti.

### Girone finale B

#### Classifica finale
|  | Pos. | Squadra          | Pt | G | V  | N  | P  | GF | GS | QR    |
|  | ---- | ---------------- | -- | - | -- | -- | -- | -- | -- | ----- |
|  | 1.   | Aeroporto Palese | ?  | 6 | -- | -- | -- | -- | -- | ?,??? |
|  | 2.   |                  | ?  | 6 | -- | -- | -- | -- | -- | ?,??? |
|  | 3.   |                  | ?  | 6 | -- | -- | -- | -- | -- | ?,??? |

Legenda:

      Ammesso alla finalissima regionale.
Note:

Due punti a vittoria, uno a pareggio, zero a sconfitta.
Pari merito in caso di pari punti.

### Finalissima
La S.C. Aeroporto Palese vince la finalissima contro l'U.S. San Ferdinando, venendo proclamata campionessa della XIV Zona Puglie.

## Lucania
Direttorio XV Zona (Lucania).

### Girone unico
- G.I.L. Melfi (1°)
- G.I.L. Potenza (2°)
- G.I.L. Rionero (3°)
- G.U.F. Matera (4°)
- A.P. Avigliano (5°)
- G.I.L. Venosa (6°)

|  | Pos. | Squadra        | Pt       | G | V | N | P | GF | GS |
|  | ---- | -------------- | -------- | - | - | - | - | -- | -- |
|  | 1.   | GIL Melfi      | 13       | 9 | 6 | 1 | 2 | 28 | 8  |
|  | 2.   | GIL Potenza    | 12       | 9 | 6 | 0 | 3 | 24 | 25 |
|  | 3.   | GIL Rionero    | 8        | 8 | 4 | 0 | 4 | 19 | 14 |
|  | 4.   | GUF Matera     | 6        | 8 | 3 | 0 | 5 | 19 | 18 |
|  | 5.   | Avigliano (-1) | 5        | 9 | 3 | 0 | 6 | 10 | 25 |
|  | --   | GIL Venosa     | Ritirato |   |   |   |   |    |    |
|  |      |                |          |   |   |   |   |    |    |

Legenda:
      Campione regionale
Note:
Due punti a vittoria, uno a pareggio, zero a sconfitta.
L'Avigliano è stato penalizzato con la sottrazione di 1 punto in classifica.

## Calabria
Direttorio XVI Zona (Calabria).

## Sicilia
Direttorio XVII Zona (Sicilia).

## Sardegna
Direttorio XVIII Zona (Sardegna).

## Tripolitania
Direttorio XIX Zona (Tripolitania).

## Cirenaica
Direttorio XX Zona (Cirenaica).

## Somalia
Direttorio XXI Zona (Somalia).

## Egeo-Rodi
Direttorio XXII Zona (Egeo).

## Eritrea
Direttorio XXIII Zona (Eritrea).